# Canal de Colombo

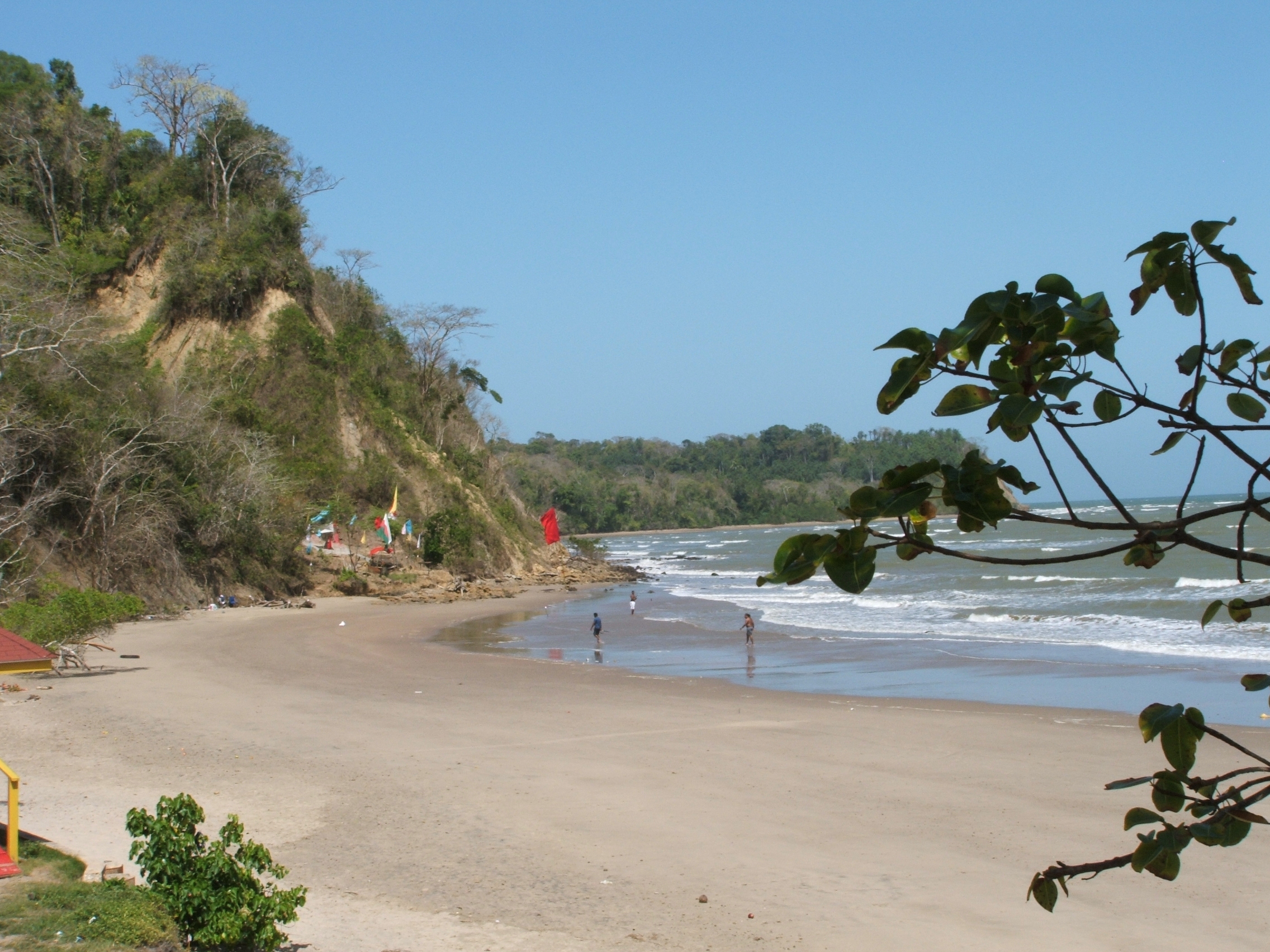
A baía Quinam, Trinidad e Tobago, banhada pelo canal de Colombo

O canal de Colombo (em castelhano:  Canal de Colón ou Boca de la Serpiente) é um estreito entre Icacos Point no sudoeste de Trinidad and Tobago e a costa setentrional da Venezuela. Liga o oceano Atlântico ao golfo de Paria.